# جيفري ريان
جيفري ريان هو ملحن كندي، ولد في 1962.

## وصلات خارجية
- جيفري ريان على موقع IMDb (الإنجليزية)
- جيفري ريان على موقع ميوزك برينز (الإنجليزية)
- جيفري ريان على موقع أول ميوزيك (الإنجليزية)
- جيفري ريان على موقع ديسكوغز (الإنجليزية)